# Bundesstraße 187
Die Bundesstraße 187 (Abkürzung: B 187) ist eine deutsche Bundesstraße in den Bundesländern Sachsen-Anhalt und Brandenburg. Sie hat eine Länge von 70,3 km und verläuft beginnend in Dessau-Roßlau nördlich der Elbe nach Schönewalde in Brandenburg.
Die Nummer 187 wurde bereits im Dritten Reich bei der zweiten Phase der Reichsstraßennummerierung um das Jahr 1937 vergeben.

## Streckenverlauf
Im Folgenden werden die von der B 187 aus erreichbaren Sehenswürdigkeiten am Rande der Strecke beschrieben.

### Roßlau
Nördlich der Elbbrücke Roßlau wird der Verkehr entflochten: Die B 187 beginnt direkt dort. Nach wenigen Kilometern wird rechter Hand die Wasserburg Roßlau sichtbar.

### Coswig
Vor Coswig (Anhalt) kreuzt die B 187 die Bundesautobahn 9 (Anschlussstelle 8). Sodann wird ein großes Gewerbegebiet erreicht. Das Stadtgebiet wird durch eine zweistreifige Einbahnstraße (Ring) passiert. Hier sind die Bundesstraße 107, ein ehemaliger Streckenabschnitt der Bundesstraße 187a (zur L121 abgestuft) sowie die Elbfähre nach Wörlitz angebunden. Rechter Hand werden das Schloss und das Rathaus sichtbar.
Im vordringlichen Bedarf des Bundesverkehrswegeplans ist eine nördlich verlaufende Ortsumgehung vorgesehen – diese soll bei dem Wittenberger Ortsteil Apollensdorf wieder in die ursprüngliche Trasse der B 187 münden (Stand: 2009).

### Lutherstadt Wittenberg
Bei dem Ortsteil Griebo wird die Lutherstadt Wittenberg erreicht. Zunächst werden mehrere große Gewerbegebiete wie auch der Agrochemiepark mit SKW Piesteritz passiert. Deutlich sichtbar ist schon das Schloss Wittenberg mit dem Turm der Schlosskirche: Hier schlug Martin Luther 1517 seine 95 Thesen wider den Ablasshandel an. Ab dem Schloss ist die B 187 als Südumfahrung Wittenberg vereint mit der Bundesstraße 2 und vierstreifig. Am Abzweig zur Elbebrücke Wittenberg wird der Verkehr über die Elbe als B 2 gebündelt – die B 187 verläuft aber weiter nördlich der Elbe als innerörtlicher Verteiler des Verkehrsstroms. Linkerhand wird kurz das Lutherhaus sichtbar – es ist über die Bahnhofsbrücke erreichbar.
Sodann verläuft die B 187 über die alte Trasse der Dresdener Straße bis zum Ortsausgang.
Im weiteren Bedarf des Bundesverkehrswegeplans ist (Stand 2009) eine „Nordumfahrung“ geplant, die ihren Anfang im Ortsteil Apollensdorf nehmen soll. Sie soll dann die Stadt nördlich passieren und bei dem Ortsteil Karlsfeld auf die Bundesstraße 2 und die „Ostumfahrung“ treffen: Damit wäre der Ring um Wittenberg geschlossen.

### Mühlanger
Mit Mühlanger wird ein langgestrecktes Straßendorf passiert. Auch hier (Stand 2009) wird eine nördliche Ortsumgehung intensiv diskutiert.

### Elster (Elbe)
In Elster (Elbe) gibt es eine Gierseilfähre über die Elbe nach Wartenburg.
Mitten im Wald folgt dann ein Abzweig nach Gorsdorf-Hemsendorf – dort befindet sich ein Wasserschloss mit Park.

### Jessen
Nun wird Jessen erreicht: Diese Kleinstadt ist wegen ihrer vielen Eingemeindungen eine der flächenmäßig größten Städte Deutschlands. Zunächst wird ein großes Gewerbegebiet passiert: Hervorhebenswert ist: Hier züchtet die Firma Aqua Orbis Störe und produziert Kaviar. Das Schloss der Stadt ist sehenswert. Es ist der Sitz der Stadtverwaltung.
Auf dem Weg zum Ortsteil Schweinitz wird eines der nördlichsten Weinbaugebiete Deutschlands passiert: Die Hänge zur Schwarzen Elster zeichnen sich durch eine überdurchschnittliche Sonnenscheindauer aus.
Der folgende Ortsteil Holzdorf ist ein Straßendorf. Nach der Passage erstreckt sich rechterhand der Fliegerhorst Schönewalde/Holzdorf.

### Land Brandenburg
Die B 187 passiert nach dem Abzweig zum Fliegerhorst die Landesgrenze Sachsen-Anhalt – Brandenburg. Bei dem Schönewalder Ortsteil Brandis endet die B 187 in die Bundesstraße 101.

## Weiteres
- Die B 187 ist zwischen Roßlau und Coswig Teil der deutschen Alleenstraße